# Bruce Schneier
Bruce Schneier (født 15. januar 1963) er en amerikansk kryptograf, sikkerhedsekspert og forfatter. Han har skrevet flere bøger om kryptologi og it-sikkerhed - og har grundlagt sikkerhedsvirksomheden BT Counterpane.

## Uddannelse
Schneier har en master i datalogi fra American University og bachelor i fysik ved University of Rochester.